# Caacupé
Caacupé (Ka´akupe ou Ka´aguy kupe en guarani) est une ville du Paraguay et la capitale du département de la Cordillera. Elle est située à 50 km à l'est de la capitale du pays, Asuncion. Sa population s'élevait à 19 432 habitants en 2002.

## Histoire
Caacupé fut fondée en 1770. Elle est connue pour son pèlerinage qui a lieu, tous les ans, le 8 décembre en l'honneur de la statue de Notre-Dame des Miracles. Cette statuette, sculptée au XVIe siècle par un indien converti, fut miraculeusement sauvée d'une grande inondation, et de nombreux miracles lui sont attribués. Dans le centre-ville, on trouve une énorme basilique vers laquelle convergent quelque 300 000 croyants lors du pèlerinage.
Le reste de l'année, Caacupé est une petite ville de province. Elle compte un grand nombre de parcs et de jardins.

## Population
| 1962  | 1972  | 1982  | 1992   | 2002   |
| ----- | ----- | ----- | ------ | ------ |
| 6 300 | 7 224 | 9 151 | 12 382 | 19 432 |

## Monuments
- La cathédrale-basilique Notre-Dame-des-Miracles est pour l’Église catholique le siège du diocèse de Caacupé, ainsi qu’une basilique mineure et un sanctuaire national.